# Adelaide Clemens
 (avril 2019).
Adelaide Clemens, née le 30 novembre 1989 à Brisbane est une actrice australienne. Elle a été nommée pour un Logie Award (équivalent des 7 d'or) en 2008 pour son rôle dans la série télévisée Love My Way et est apparue dans X-Men Origins: Wolverine sorti en 2009. En 2012, elle interprète le rôle d'Heather Mason dans le dernier film basé sur l'univers du jeu vidéo d'horreur Silent Hill, baptisé Silent Hill: Revelation 3D.

## Carrière
Elle débute en 2006 dans un épisode de Blue Water High : Surf Academy.
En 2007, elle joue dans la série Mission pirates : Le trésor perdu de Fiji.
En 2008, elle joue dans le film Dream Life, aux côtés de Sigrid Thornton, Xavier Samuel, Linda Cropper et Andrew McFarlane.
L'année suivante, elle obtient des petits rôles, notamment dans la série All Saints et dans le film X-Men Origins: Wolverine, avec Hugh Jackman.
En 2012, elle apparaît dans le film Generation Um..., aux côtés de Keanu Reeves et Bojana Novakovic. Elle est à l'affiche de Silent Hill: Revelation 3D dans lequel elle interprète le rôle d'Heather Mason.
De 2013 à 2016, elle joue dans Rectify.
En 2022, elle tourne dans la mini-série Sur ordre de Dieu aux côtés d'Andrew Garfield.

## Filmographie

### Cinéma

#### Longs métrages
- 2009 : X-Men Origins : Wolverine de Gavin Hood : La jeune fille au carnaval
- 2010 : Wasted on the Young de Ben C. Lucas : Xandrie
- 2010 : Certainty de Peter Askin : Deb Catalano
- 2011 : Vampire de Shunji Iwai : Ladybird
- 2012 : Silent Hill : Revelation 3D de Michael J. Bassett : Heather Mason
- 2012 : Generation Um... de Mark Mann : Mia
- 2012 : No One Lives de Ryûhei Kitamura : Emma Ward
- 2012 : Camilla Dickinson de Cornelia Duryée : Camilla Dickinson
- 2013 : Gatsby le Magnifique (The Great Gatsby) de Baz Luhrmann : Catherine
- 2015 : The World Made Straight de David Burris : Lori
- 2015 : The Automatic Hate de Justin Lerner : Alexis
- 2017 : Avenues de Michael Angarano : Halley
- 2017 : Rabbit de Luke Shanahan : Maude / Cleo
- 2019 : To the Stars de Martha Stephens : Hazel Atkins
- 2019 : Music, War and Love de Martha Coolidge : Rachel Rubin

#### Court métrage
- 2010 : At the Tattooist de Sophie Miller : Kelly
- 2018 : The Caretaker de Jacob Wasserman : Sara

### Télévision

#### Séries télévisées
- 2006 : Blue Water High : Surf Academy : Juliet
- 2007 : Mission pirates : Le trésor perdu de Fiji (Pirate Islands : The Lost Treasure of Fiji) : Alison
- 2007 : Love My Way : Harper
- 2008 : Out of the Blue : Fiona
- 2009 : All Saints : Stephanie
- 2010 : Lie to Me : Megan Cross
- 2010 : The Pacific : Une fille
- 2012 : Parade's End : Valentine Wannop
- 2013 - 2016 : Rectify : Tawney Talbot
- 2020 : Tommy : Blake Sullivan
- 2022 : Sur ordre de Dieu (Under the Banner of Heaven) : Rebecca "Becca" Pyre
- 2023 : Justified: City Primeval : Sandy

#### Téléfilms
- 2008 : Dream Life de Scott Otto Anderson : Rose
- 2014 : Parer's War d'Alister Grierson : Marie Cotter